# Léonce-Lucien Cordier
Pour les articles homonymes, voir Cordier (homonymie).
Léonce-Lucien Cordier, né le 23 octobre 1835 à Paris et mort le 22 septembre 1893 à Avon, est un peintre français.

## Biographie
Léonce-Lucien Cordier est le fils de Pierre-Auguste Cordier, avocat, et de Louise Émelie Abat. Il a pour frère Auguste Cordier et pour cousin Maurice Bouvet.
Élève de Charles Gleyre, il expose au Salon de 1866 à 1873.
Il meurt célibataire à Avon à l'âge de 57 ans, victime d'une angine de poitrine. Il est inhumé au cimetière de Montmartre.

## Œuvres exposées aux Salons parisiens
- Bois sacré, au Salon de 1866
- Prométhée et les Océanides, au Salon de 1868
- Junon demandant sa ceinture à Vénus ; panneau décoratif (Homère. Iliade), au Salon de 1870
- Le quai des Zattere, à Venise, au Salon de 1873
- Baptistère de Sainte-Justine, à Padoue (Italie), au Salon de 1874
- I tre ponti, à Venise, au Salon de 1874
- Le vieux doge Foscari, au Salon de 1875
- Le repos, au Salon de 1875
- Barques de pêche à Venise, au Salon de 1875 (Blois)
- Le violoncelliste, au Salon de 1875 (Blois)